# Gagea germainae
Gagea germainae là một loài thực vật có hoa trong họ Liliaceae. Loài này được Grossh. miêu tả khoa học đầu tiên năm 1924.